# Louvroil
Louvroil [luvʁwal] ist eine französische Gemeinde mit 6334 Einwohnern (Stand: 1. Januar 2022) im Département Nord in der Region Hauts-de-France. Sie gehört zum Arrondissement Avesnes-sur-Helpe und zum Kanton Maubeuge. Die Einwohner heißen Louvroilien(ne)s.

## Geographie
Die Gemeinde Louvroil liegt am Fluss Sambre unmittelbar südwestlich an die Stadt Maubeuge angrenzend. Umgeben wird Louvroil von den Nachbargemeinden Maubeuge im Nordosten, Rousies im Osten, Ferrière-la-Grande im Südosten, Beaufort im Süden, Hautmont im Südwesten und Westen sowie Neuf-Mesnil im Nordwesten.
Durch die Gemeinde führt die Nationalstraße N 2.

## Geschichte

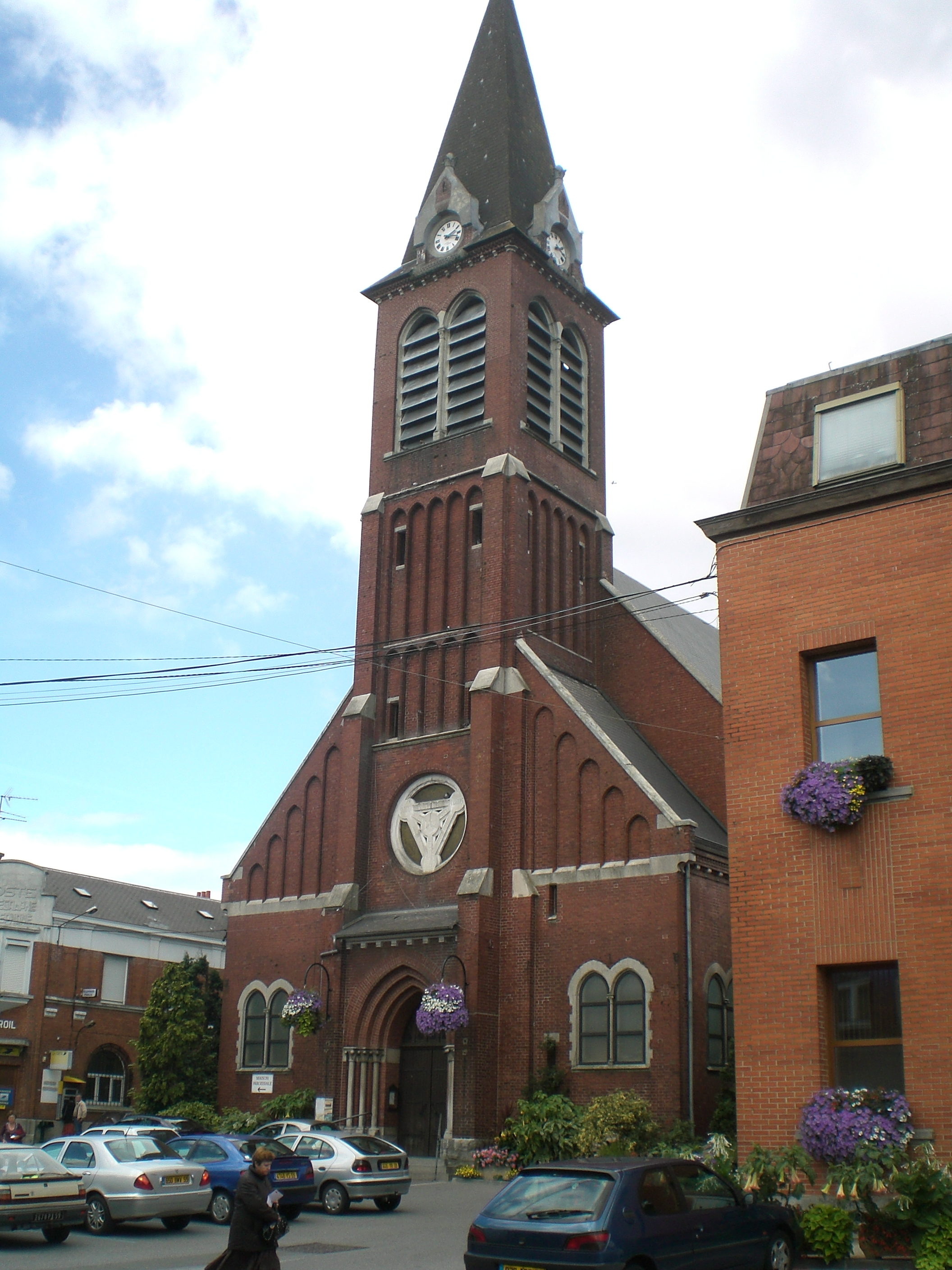
Kirche Sainte-Trinité

884 wurde der Ort als Loveruva erstmals urkundlich erwähnt.

## Bevölkerungsentwicklung
| Jahr                       | 1962 | 1968 | 1975 | 1982 | 1990 | 1999 | 2006 | 2013 | 2020 |
| Einwohner                  | 6313 | 6891 | 8005 | 8208 | 7349 | 7251 | 6959 | 6574 | 6389 |
| Quellen: Cassini und INSEE |      |      |      |      |      |      |      |      |      |

## Sehenswürdigkeiten
- Kirche Sainte-Trinité
- Park mit dem Lac du Paradis

## Persönlichkeiten
- Georges Berger (1897–1952), Turner
- Roger Degueldre (1925–1962), Kommandeur bei der OAS
- Daniel Moreira (* 1977), Fußballspieler

## Wirtschaft
Die Montan- und Stahlbaufirma Vallourec hat in Louvroil einen Sitz.